# المحكمة الاتحادية العليا (الإمارات)
المحكمة الاتحادية العليا في الإمارات العربية المتحدة (المعروفة أيضا بالمحكمة العليا) أعلى محكمة اتحادية في دولة الإمارات العربية المتحدة. أنشأت بموجب القانون الاتحادي رقم (10) لعام 1973، وتباشر اختصاصها بموجب الدستور والمرسوم بقانون اتحادي رقم (33) لعام 2022 ، وتشكل المحكمة من رئيس وعدد من الأعضاء، وتهدف إلى تحقيق العدالة وتوحيد كلمة القانون. تنظر المحكمة الاتحادية العليا في التحديات التي يثيرها المتقاضون للأحكام الصادرة عن محكمة الاستئناف الاتحادية. وتحتفظ المحكمة الاتحادية العليا أيضا بالولاية القضائية، في ظروف معينة، بشأن مسائل شاملة لا يمكن لأي نوع آخر من المحاكم الإماراتية النظر فيها.

## تشكيل واختصاصات المحكمة الاتحادية العليا
المحكمة الاتحادية العليا هيئة قضائية مستقلة، وهي الهيئة القضائية العليا في دولة الإمارات العربية المتحدة، مقرها أبوظبي، وتُشكل من رئيس وأربع قضاة ويجوز أن يعين فيها عدد من القضاة المناوبين، حيث يعين رئيس المحكمة وقضاتها الأصليين والمناوبين بمرسوم اتحادي بعد موافقة المجلس الأعلى للاتحاد، وتختص المحكمة الاتحادية العليا بمايلي:
- النظر في دستورية القوانين الاتحادية ودستورية التشريعات الصادرة عن أي من الإمارات في حال وجود طعن.
- النظر في دستورية القوانين والتشريعات واللوائح بشكل عام في حال إحالة الطلب من أي محكمة من محاكم البلاد أثناء دعوى منظورة أمامها.
- النظر في الأمور المختلف عليها بين الإمارات الأعضاء في الاتحاد أو بين أي إمارة وبين حكومة الاتحاد.
- مساءلة الوزراء وكبار الموظفين في الاتحاد المعينين بمرسوم وفقاً للقانون وبناء على طلب المجلس الأعلى للاتحاد.
- تفسير أحكام الدستور في حال الطلب إليها من قبل إحدى السلطات الاتحادية أو حكومة إحدى الإمارات.
- النظر بالجرائم التي تمس بشكل مباشر بمصالح الاتحاد.
- تنازع الاختصاص بين القضاء الاتحادي والهيئات القضائية المحلية في الإمارات.
- تنازع الاختصاص بين الهيئات القضائية في الإمارات المختلفة.
- توحيد المبادئ القضائية الاتحادية والمحلية.

بالإضافة لأي اختصاصات أخرى ينص عليها الدستور أو تحال إليها بقانون اتحادي.

## الجمعية العمومية
تتكون الجمعية العمومية للمحكمة الاتحادية العليا من جميع قضاتها برئاسة رئيسها أو من يقوم مقامه، وتختص بالنظر في تشكيل وترتيب الدوائر وأعمالها، وتحديد الجلسات وعددها ومواعيدها، بالإضافة للأمور المتعلقة بنظام المحكمة وأمورها الداخلية، ويجوز للجمعية العمومية أن تفوض رئيس المحكمة ببعض اختصاصاتها.

## هيئة المفوضين
تتولى هيئة المفوضين تجهيز الدعوى وتحضيرها للمرافعة ، بالإضافة لإعداد تقرير بالرأي القانوني فيها، وتتألف من رئيس وعدد كاف من القضاة، ويتم تنظيم العمل بهيئة المفوضين عن طريق قرار يصدره رئيس المحكمة بعد موافقة المجلس الأعلى للقضاء الاتحادي. كما يعين رئيس الهيئة وأعضائها بمرسوم اتحادي بناء على اقتراح رئيس المحكمة الدستورية العليا.

## المكتب الفني
يتكون المكتب الفني للمحكمة الاتحادية العليا من رئيس وعدد كاف من الأعضاء يتم اختيارهم من أعضاء السلطة القضائية عن طريق النقل أو الندب بموجب قرار يصدر عن رئيس مجلس القضاء الاتحادي بناء على ترشيح المحكمة الاتحادية العليا، ويقوم المكتب باستخلاص القواعد من التي تقررها المحكمة الاتحادية العليا بما تصدره من أحكام وتبويبها وفهرستها، والإشراف على نسخ الأحكام الصادرة عن المحكمة وطبعها ونشرها، بالإضافة للإشراف على جداول المحكمة الاتحادية العليا وإعداد البحوث الفنية التي يطلبها رئيس المحكمة أو احدى دوائرها.